# Hüma Hatun
Hatice Âlime (Halime) Hüma Hatun (asi 1410 – září 1449) byla čtvrtá žena Osmanského sultána Murada II. a byla Valide Sultan po dobu dvou let vlády (1444–1446) sultána Mehmeda II.

## Původ
Byla pouze jedna z mnoha otrokyň harému. O její rodině se nic neví, panují však kolem jejího původu různé teorie. Mezi nejznámější a nejoblíbenější patří:
- Pocházela z Itálie a jmenovala se Stella. Stella bylo oblíbené židovské jméno, z čehož bylo usouzeno, že Hüma byla židovka.
- Pocházela ze Srbska. Některé zdroje uvádí, že byla princezna z knížectví Zeta a jejím otcem byl Đurađ II. Balšić. Také by mohla pocházet ze Zahumlje a jmenovala se Hum (podle toho by bylo i její muslimské jméno).

## Život
Byla provdána za sultána Murada II. v roce 1426.
Zemřela v září 1449 v Burse. Je pohřbena v mešitě Hatuniye Kümbedi, nedaleko od mešity Muradiye, kde je pohřben její manžel.